# Jean-Nicolas Démeunier
Jean-Nicolas Démeunier o Desmeuniers, nacido en Nozeroy (Jura) el 15 de marzo de 1751 y muerto en París el 7 de de febrero de 1814, es político y ensayista francés, autor de varios ensayos históricos, políticos y morales y numerosas traducciones de libros de viajes en inglés.

## Biografía
Démeunier estudió en su país natal, luego vino a París donde algunas producciones literarias le valieron el puesto de secretario del conde de Provenza (hermano de  Luis XVI y futuro rey Luis XVIII), entonces el lugar del censor real.

### Estados Generales de 1789 y Asamblea Constituyente de 1789
Partidario de la Revolución Francesa, fue elegido, el 16 de mayo de 1789, diputado del tercer  a los Etats Généraux por la ciudad de París, con 133 votos. Se sentó en la mayoría, fue sucesivamente secretario y presidente (22 de diciembre de 1789-3 de enero de 1790) de la Asamblea, y sirvió en el comité de la Constitución. Luchó contra la moción del marqués de Ambly de que uno solo podía ser diputado de su departamento (noviembre de 1789), una moción que fue votó, exigió la limitación a 800 millones de la emisión de assignats, solicitó la organización del jurado y del tribunal de casación, presentó (7 de marzo de 1791) , en nombre del Comité de Constitución, un informe sobre la necesidad de la responsabilidad ministerial, se declaró a favor (26 de agosto) de la elegibilidad de los miembros de la Familia Real para cargos electivos, y, en la cuestión de las cenizas de J.-J. Rousseau, reconoció el derecho de propiedad reclamado por M. de Girardin, quien se negó a que los sacaran de Ermenonville.